# Besjbarmak

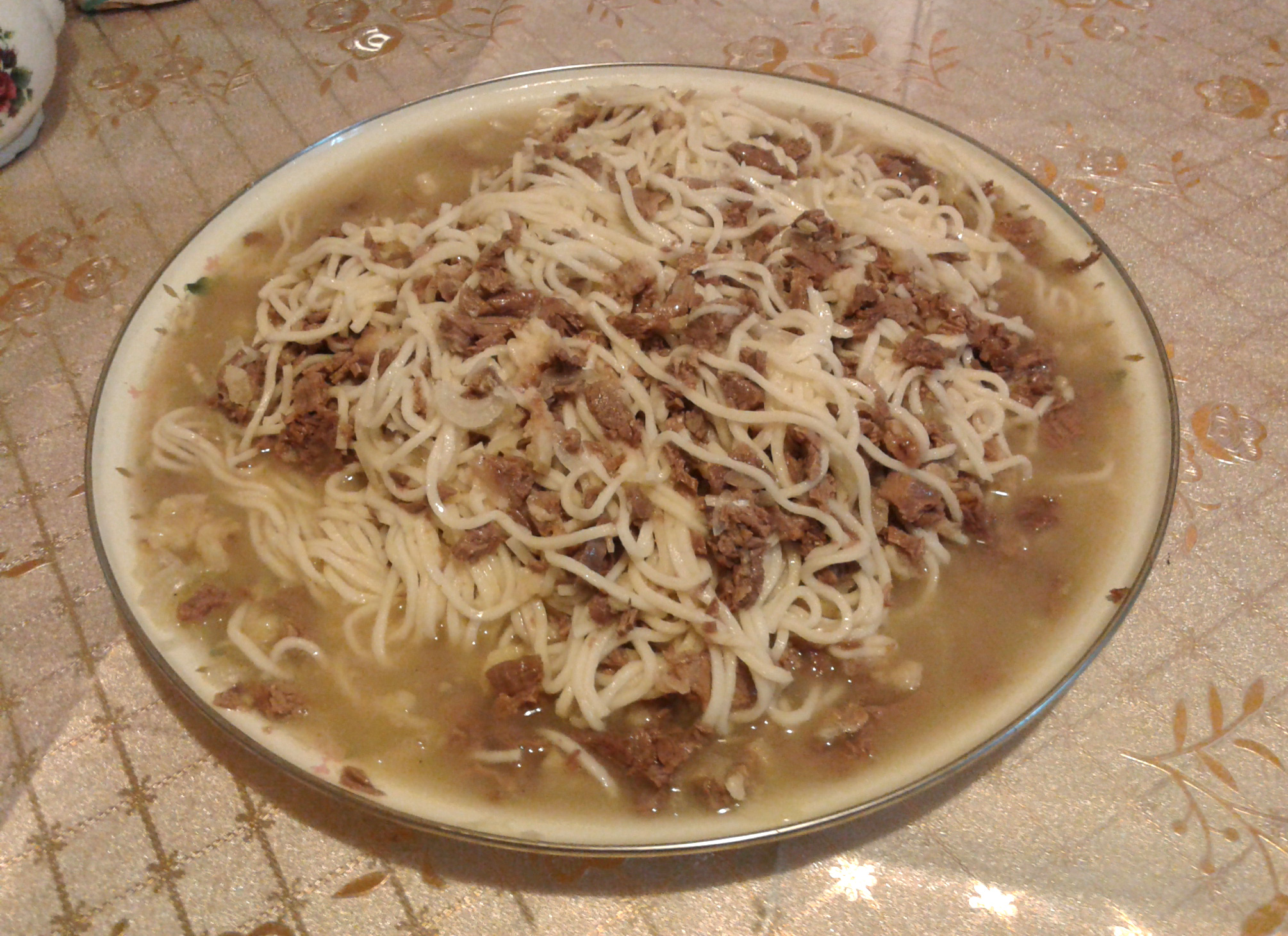
Besjbarmak

Besjbarmak (ryska: бешбармак), även Naryn, är en populär maträtt i Kyrgyzstan. Rättens namn, som  betyder "fem fingrar", kommer av att nomaderna åt den med hjälp av fingrarna. Besjbarmak består av finskuret kokt kött blandat med nudlar eller pasta i en mustig löksås, chyk. Köttet kan vara antingen häst-, får- eller oxkött, eller en blandning av dessa.
Besjbarmak serveras som huvudrätt vanligen med buljong som förrätt. Serveringen är ofta en ritual, där olika köttstycken delas ut efter gästernas kön, ålder och social status. Måltiden avslutas vanligen med ak-serke, en buljong med ayran.
Många turkfolk i Centralasien och Ryssland räknar besjbarmak som sin nationalrätt, dock med olika lokala namn. 